# حكومة ياسر عرفات الأولى
حكومة ياسر عرفات الأولى هي الحكومة الفلسطينية الأولى، كانت برئاسة رئيس السلطة الوطنية الفلسطينية ياسر عرفات، واستمرت منذ 5 مارس 1994 حتى 8 مايو 1996.

## تشكيلة الحكومة
تكونت حكومة ياسر عرفات الأولى من 20 وزارة، 17 وزيرًا (من ضمنهم سيدة واحدة فقط). بقي منصبا وزراء وزارتي الأشغال العامة والزراعة شاغرة، حيث عُين لكل واحدة منهما وكيل وزارة.
| ت  | الاسم                     | صورة      | الحقيبة الوزارية                             | الحزب               | ملاحظات                                         |
| -- | ------------------------- | --------- | -------------------------------------------- | ------------------- | ----------------------------------------------- |
| 1  | ياسر عرفات                |           | رئيس السلطة الوطنية الفلسطينية وزير الداخلية | حركة فتح            | رئيس اللجنة التنفيذية لمنظمة التحرير الفلسطينية |
| 2  | أحمد علي محمد قريع        |           | وزير الاقتصاد والتجارة                       | حركة فتح            | عضو اللجنة التنفيذية لمنظمة التحرير الفلسطينية  |
| 3  | نبيل علي رشيد شعث         |           | وزير التخطيط والتعاون الدولي                 | حركة فتح            |                                                 |
| 4  | صائب محمد صالح عريقات     |           | وزير الحكم المحلي                            | حركة فتح            |                                                 |
| 5  | رياض ذيب سليم الزعنون     |           | وزير الصحة                                   | حركة فتح            |                                                 |
| 6  | فريح مصطفى فريح أبو مدين  |           | وزير العدل                                   | حركة فتح            |                                                 |
| 7  | جميل يوسف مصلح الطريفي    |           | وزير الشؤون المدنية                          | حركة فتح            |                                                 |
| 8  | زكريا الآغا               |           | وزير الإسكان                                 | حركة فتح            |                                                 |
| 9  | انتصار مصطفى محمود الوزير |           | وزيرة الشؤون الاجتماعية                      | حركة فتح            |                                                 |
| 10 | ياسر عبد ربه              |           | وزير الثقافة والإعلام                        | حزب فدا             | عضو اللجنة التنفيذية لمنظمة التحرير الفلسطينية  |
| 11 | عزمي الشعيبي              |           | وزير الشباب والرياضة                         | حزب فدا             |                                                 |
| 12 | سمير غوشة                 |           | وزير العمل                                   | جبهة النضال الشعبي  | عضو اللجنة التنفيذية لمنظمة التحرير الفلسطينية  |
| 13 | محمد زهدي النشاشيبي       |           | وزير المالية                                 | مستقل               | عضو اللجنة التنفيذية لمنظمة التحرير الفلسطينية  |
| 14 | ياسر عمرو                 |           | وزير التربية والتعليم العالي                 | مستقل               | عضو اللجنة التنفيذية لمنظمة التحرير الفلسطينية  |
| 15 | عبد العزيز الحاج          |           | وزير المواصلات                               | مستقل               |                                                 |
| 16 | عبد الحفيظ الأشهب         |           | وزير الاتصالات                               | مستقل               |                                                 |
| 17 | إلياس فريج                |           | وزير السياحة                                 | مستقل               |                                                 |
| 18 | حسن فطين طهبوب            |           | وزير الأوقاف والشؤون الدينية                 | مستقل               |                                                 |
| 19 | منصب شاغر                 | منصب شاغر | وزير الأشغال العامة                          | وزير الأشغال العامة | وزير الأشغال العامة                             |
| 20 | منصب شاغر                 | منصب شاغر | وزير الزراعة                                 | وزير الزراعة        | وزير الزراعة                                    |

## وصلات خارجية
- موقع مجلس الوزراء